# 1,1,2,2-tetrafluorethaan
De organische fluorverbinding 1,1,2,2-tetrafluorethaan, afgekort tot R-134 of HFK-134, is een halogeenalkaan dat tot de fluorkoolwaterstoffen hoort. Het is een isomeer van het meer gebruikte 1,1,1,2-tetrafluorethaan HFK-134a. HFK-134 is een niet-brandbaar gas. De kritische temperatuur is 119 °C en de kritische druk 4,615 MPa. Het is geen ozonlaag afbrekende stof.
HFK-134 vormt azeotropen of bijna-azeotropen met een aantal stoffen waaronder 1,1-difluorethaan HFK-152a en dimethylether. Het mengsel met 1,1-difluorethaan kan als koelmiddel worden gebruikt dat geen ozonafbrekend vermogen heeft. Het mengsel met dimethylether is bruikbaar als koelmiddel, kan in blaasmiddelen worden gebruikt voor de vorming van polyurethaanschuimen of als drijfgas in spuitbussen.